# Gournay-en-Bray
Gournay-en-Bray é uma comuna francesa na região administrativa da Normandia, no departamento de Sena Marítimo. Estende-se por uma área de 10,4 km². Em 2010 a comuna tinha 6 148 habitantes (densidade: 591,2 hab./km²).